# Kašinský rajón
Kašinský rajón (rusky Кашинский район) je jedním z rajónů Tverské oblasti v Rusku. Jeho administrativním centrem je město Kašin. V roce 2010 zde žilo 26 530 obyvatel.

## Geografie
Rajón leží na východě Tverské oblasti u hranic s Jaroslavskou oblastí a jeho rozloha je 2 010 km². Skládá se z 12 samosprávných obecních obvodů, z toho je jeden městský a 11 vesnických.
Sousední rajóny:
- sever – Kesovogorský rajón
- východ – Ugličský rajón (Jaroslavská oblast)
- jihovýchod – Kaljazinský rajón
- jihozápad – Kimrský rajón
- západ – Rameškovský rajón
- severozápad – Bežecký rajón